# Dieter Lohr
Dieter Lohr (* 1965 in Kempten (Allgäu)) ist ein deutscher Schriftsteller, Hörspiel-Regisseur und Hörbuch-Verleger.

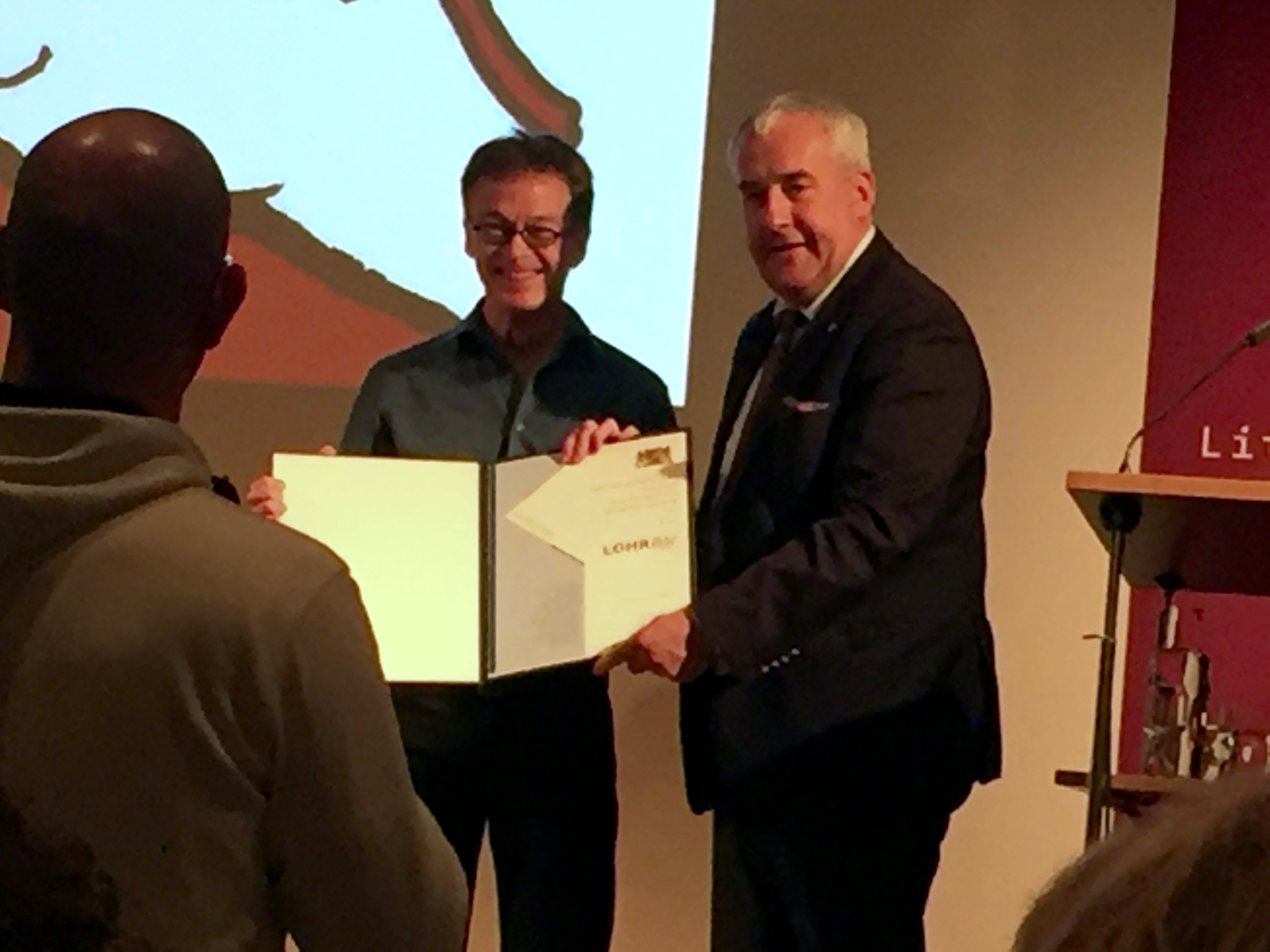
Der Bayerische Staatsminister Ludwig Spaenle zeichnet Dieter Lohr (links) mit dem Bayerischen Kleinverlagspreis 2016 aus.

## Leben
Lohr studierte Neuere deutsche Literatur, Philosophie und Politikwissenschaft an der Universität Konstanz und wurde 1999 mit der Dissertation Die Erlebnisgeschichte der „Zeit“ in literarischen Texten promoviert. 1999/2000 sowie 2002 arbeitete er als Lektor an der Universität Alexandru Ioan Cuza Iași in Rumänien. Er unternahm Reisen durch Asien und war am Goethe-Institut in Kathmandu tätig.
2006 wurde Lohr mit dem C. S. Lewis-Preis des Brendow Verlags für seinen Roman Die Rebellion im Wasserglas ausgezeichnet. Im gleichen Jahr erhielt er den Kulturförderpreis der Stadt Regensburg.
2016 erhielt der LOhrBär-Verlag den Preis für einen bayerischen Kleinverlag.

## LOhrBär-Verlag
2004 gründete Lohr den in Regensburg ansässigen LOhrBär-Verlag, der Hörbücher veröffentlicht. Der Verlag gestaltet "Hörbücher als eigenständige Kunstform und Textinterpretation gleichwertig neben dem geschriebenen Wort." Die Texte sind oft dialektal geprägt oder haben mit der umliegenden Region zu tun.

## Schriften
- Die Erlebnisgeschichte der „Zeit“ in literarischen Texten. Der Andere Verlag. Bad Iburg 1999 ISBN 3-9806537-2-2 (Dissertation)
- Der chinesische Sommer.  Der Andere Verlag. Bad Iburg 1999, ISBN 3-934366-01-5
- „Dreharbeit“ und andere Schlüsselszenen. Ed. Das Andere Buch. Osnabrück 2001, ISBN 3-935316-29-1
- Blicke vom Brückenscheitel. Ed. Das Andere Buch. Osnabrück 2004, ISBN 3-89959-219-0
- Die Rebellion im Wasserglas. Brendow, Moers 2007, ISBN 978-3-86506-196-6
- Der Fahrradspeichenfabrikkomplex. Hörbuch-Feature, LOhrBär-Verlag, Regensburg 2009, ISBN 978-3-939529-08-8.[7]
- Bismarcks Fahrrad. Spielberg, Regensburg 2010, ISBN 978-3-940609-33-5
- Ohne Titel. Aquarell auf Karton. Unsigniert. Balaena, Landsberg am Lech 2020, ISBN 978-39819984-2-9